# Jack Shea (Regisseur)
Jack Shea (* 1. August 1928 in New York City, New York; † 28. April 2013 in  Tarzana, Los Angeles, Kalifornien) war ein US-amerikanischer Regisseur, der vor allem zahlreiche Fernsehproduktionen verantwortete.

## Leben
Shea begann seine Tätigkeit im Filmgeschäft Ende der 1950er Jahre. Von Beginn an lag sein Fokus auf Fernsehfilmen und -serien. Am bekanntesten ist seine Mitarbeit an der Fernsehserie Die Jeffersons, von der er im Zeitraum der Jahre 1975 bis 1979 mehr als 100 Folgen inszenierte und zudem als Drehbuchautor und Produzent einige Episoden verantwortete. Eine weitere erfolgreiche Fernsehproduktion war die Serie Silver Spoons, an der in den Jahren 1982 bis 1987 beteiligt war. Shea war bis 1997 als Regisseur aktiv.
Von 1997 bis 2002 war er als Präsident der Directors Guild of America tätig. Er übernahm die Nachfolge von Gene Reynolds und wurde selbst von Martha Coolidge abgelöst. Er hatte in den 1940er Jahren an der Gründung der Radio and Television Directors Guild mitgewirkt, aus der 1960 dann im Zuge einer Fusion die Directors Guild of America hervorging.
Für seine Arbeit wurde er 1992 mit dem Robert B. Aldrich Achievement Award geehrt. Zuvor war er jeweils 1961 und 1987 für den Emmy nominiert.
Shea war verheiratet und wurde von seiner Ehefrau überlebt. Er starb an den Folgen einer Alzheimer-Erkrankung.

## Filmografie (Auswahl)
- 1956–1966: The Bob Hope Show (Fernsehserie)
- 1974: The Waltons (Episode: 'The Spoilers' as Director)
- 1975–1979: Die Jeffersons (The Jefferson, Fernsehserie)
- 1982–1987: Silver Spoons (Fernsehserie)
- 1986–1988: Mann muss nicht sein (Designing Women, Fernsehserie)